# EVO2
EVO2 – dwuczłonowy, sześcioosiowy, w pełni niskopodłogowy tramwaj zaprojektowany i wytwarzany przez konsorcjum Aliance TW Team (Pragoimex, VKV Praha i KOS Krnov).

## Historia
Po pomyślnym wynalezieniu i eksploatacji tramwajów serii Vario na zamówienie firmy Dopravní podnik měst Liberce a Jablonce nad Nisou wyprodukowano nowy typ sześcioosiowego tramwaju pod oznaczeniem EVO2. Tramwaj ten w przeciwieństwie do rodziny wozów Vario, które wywodzą się z typu T3 i koncepcji PCC, jest zupełnie nową konstrukcją, która umożliwiła zwiększenie udziału niskiej podłogi. Za prototyp zapłacono 38 milionów koron bez VATu. Autorem wyglądu tramwaju jest architekt Ondřej Hilský.
Prototyp w kwietniu 2012 r. dostarczono do Liberca, w okresie od lipca do września tego samego roku testowany był bez pasażerów. Po raz pierwszy przejazd z pasażerami miał miejsce 22 września w ramach dni otwartych zajezdni tramwajowej w Libercu, do służby testowej z pasażerami wszedł pod numerem 84 dnia 25 września 2012 r. W czerwcu 2013 r. prototypowy wóz otrzymał zezwolenie do ruchu i w tym samym miesiącu włączono go do regularnych kursów.
Kontrakt obejmował dostawę do Liberca 8 tramwajów typu EVO2, produkcja pozostałych siedmiu wozów została odłożona z powodu zawieszenia budowy linii tramwajowej do Rochlicy, na której miały się pojawić tramwaje EVO2.

## Dostawy
| Państwo | Miasto          | Typ  | Lata dostaw | Liczba | Numery taborowe  |
| ------- | --------------- | ---- | ----------- | ------ | ---------------- |
| Czechy  | Brno            | EVO2 | 2020        | 6      | 1822 - 1828      |
| Czechy  | Liberec         | EVO2 | 2012        | 1      | 84 (prototypowy) |
| Czechy  | Most i Litvinov | EVO2 | 2019-2020   | 3      | 320 - 322        |
| Czechy  | Pilzno          | EVO2 | 2019        | 9      | 369 - 377        |

## Galeria

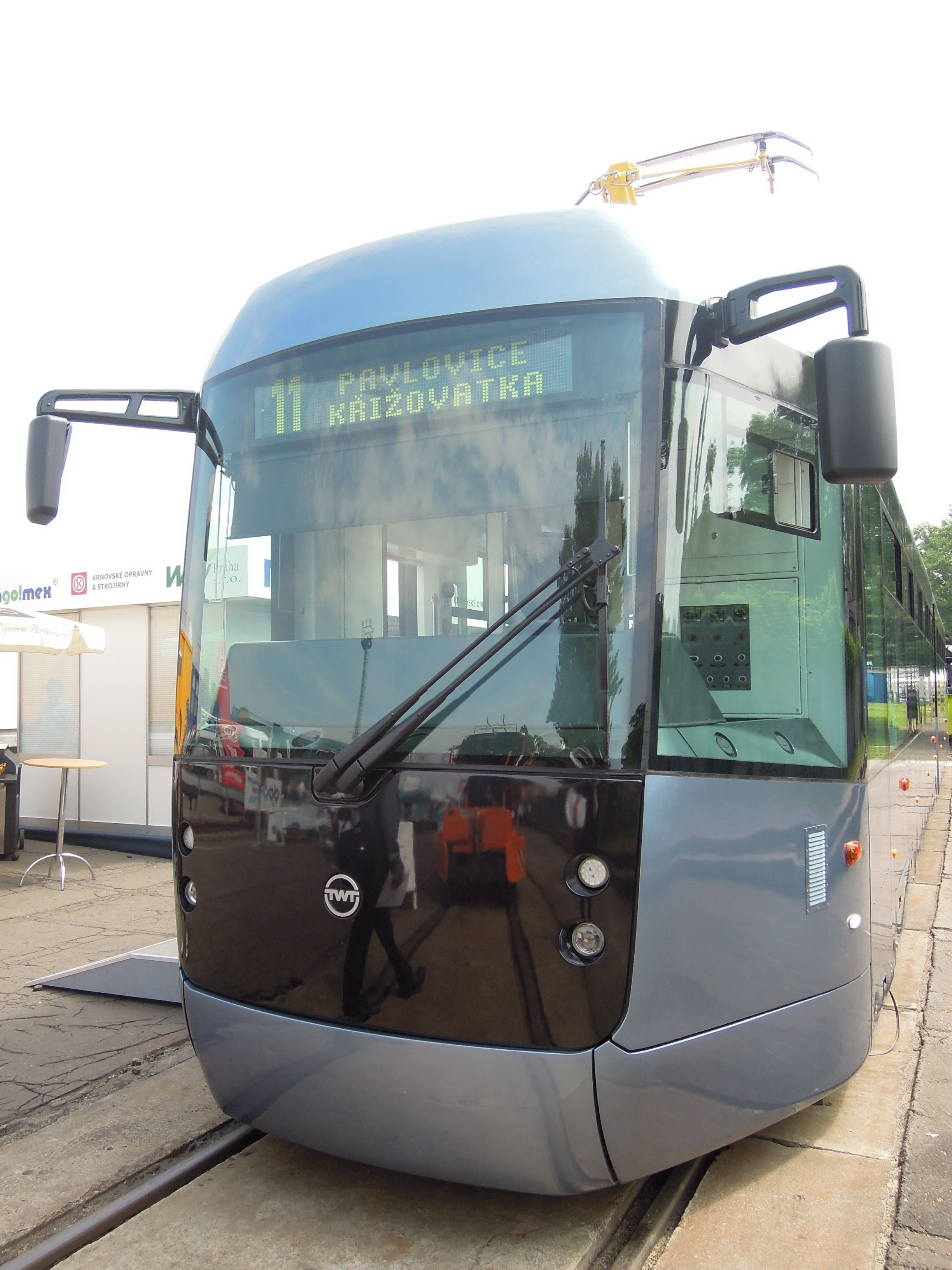
Przednia część tramwaju EVO2
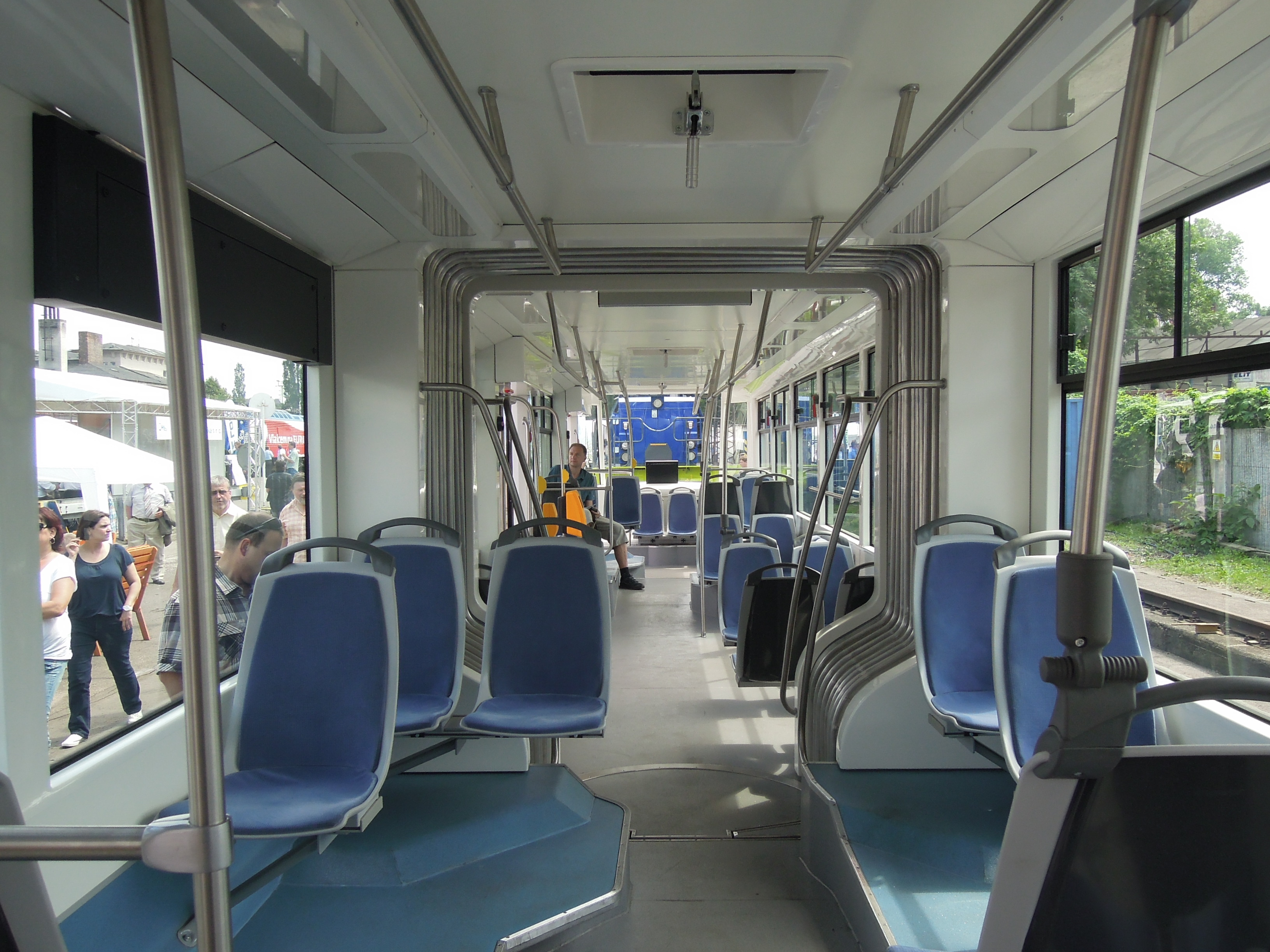
Wnętrze tramwaju EVO2
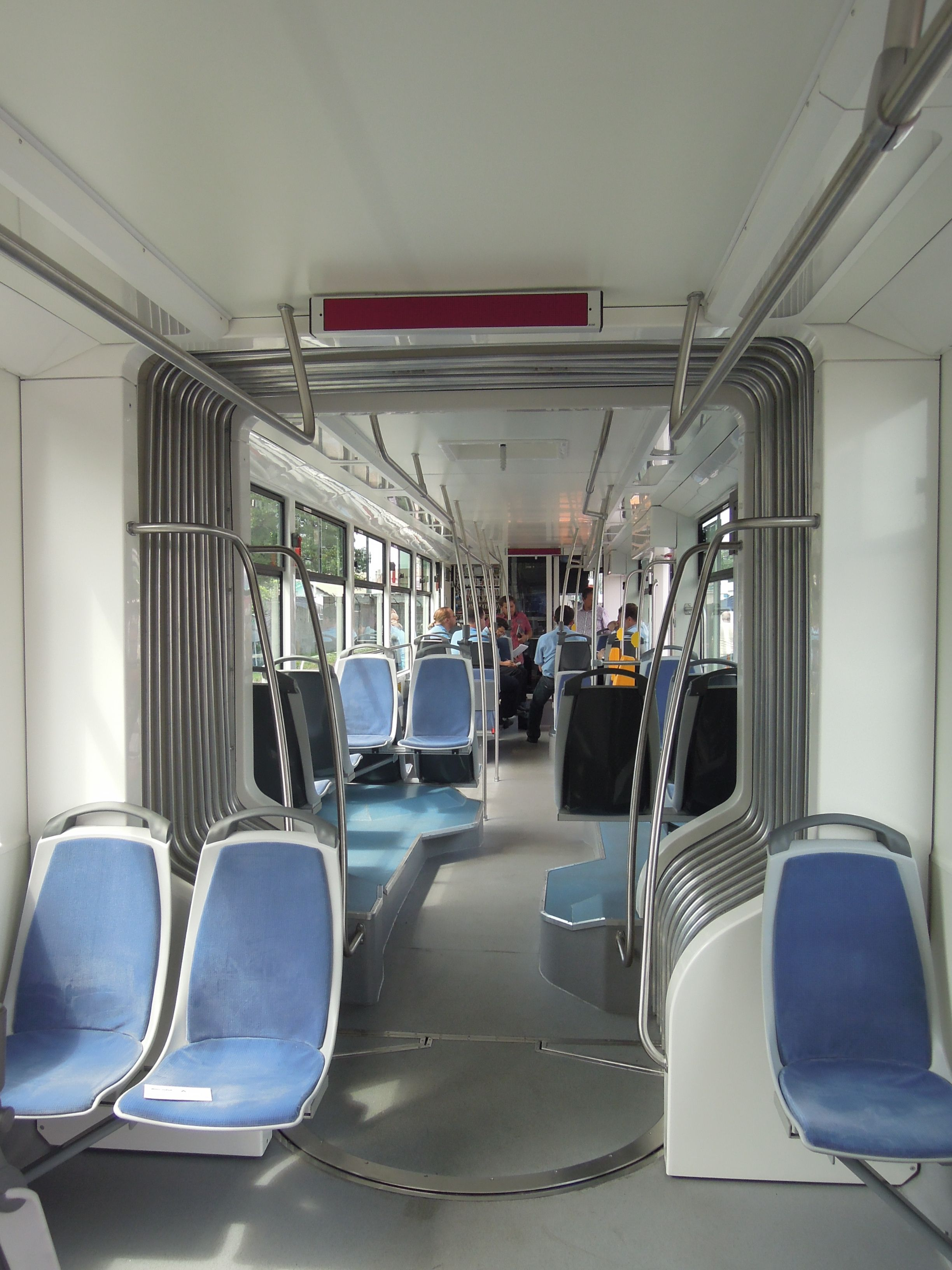
Wnętrze tramwaju EVO2
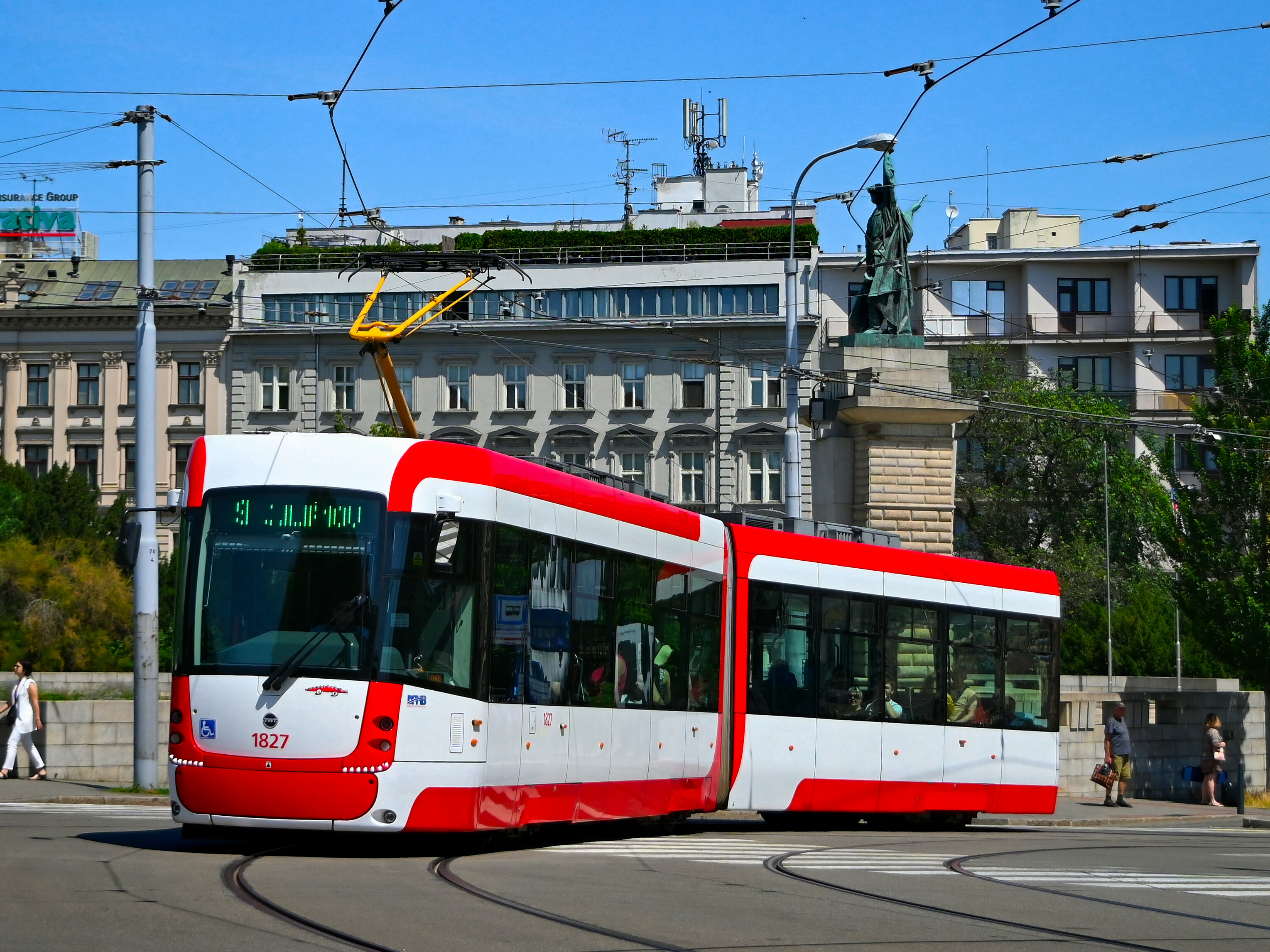
EVO2 w Brnie